# پرده آخر
پردهٔ آخر نام فیلمی ایرانی به نویسندگی و کارگردانی واروژ کریم‌مسیحی و آهنگسازی بابک بیات است که در سال ۱۳۶۹ ساخته شده و بازیگرانی همچون جمشید هاشم‌پور، فریماه فرجامی، سعید پورصمیمی، داریوش ارجمند، نیکو خردمند و ماهایا پطروسیان در آن بازی کرده‌اند. این فیلم در نهمین دورهٔ جشنواره بین‌المللی فیلم فجر در چندین رشته نامزد دریافت جایزه بوده و در نهایت، سیمرغ بلورین بهترین کارگردانی، بهترین صدابرداری، بهترین فیلمبرداری، بهترین چهره‌پردازی، بهترین صحنه‌آرایی، بهترین بازیگر نقش دوم زن، بهترین بازیگر نقش دوم مرد و بهترین بازیگر نقش اول زن را به خود اختصاص داده‌است.
نسخهٔ مرمت شدهٔ فیلم پردهٔ آخر در سی و هفتمین دورهٔ جشنوارهٔ جهانی فیلم فجر و در بخش «فیلم‌های کلاسیک مرمت‌شده» به نمایش درآمد.

## خلاصه داستان
با مرگِ «حسام‌میرزا رفیع‌الملک»، میراث خاندان رفیع‌الملک به همسرش «فروغ‌الزمان» می‌رسد؛ اما خواهر و برادرِ حسام‌میرزا، «تاج‌الملوک» و «کامران میرزا»، که تنها بازماندگان این خاندان هستند از این موضوع خشنود نیستند؛ بنابراین با طرح نقشه‌ای، سعی در تصاحب مجدد میراث خانوادگی دارند. نقشهٔ توطئه این است که با اجرای نمایشی که «کامران میرزا» نوشته، ثابت کنند «فروغ الزمان» مجنون است و احتمالاً بعداً او را از سر راه بردارند.
«کامران میرزا» برای این منظور، یک گروه نمایشی دوره‌گرد به نام «جامی» را به خانه می‌آورد و نقشهٔ خود را در قالب پرده‌های نمایش آنان (که از نیت اصلی این خواهر و برادر بی‌خبرند) به پیش می‌برد. «فروغ‌الزمان» که یا در شهرستان ساکن بوده (بنا بر گفتهٔ تاج الملوک) یا ساکن خارج از کشور بوده‌است (بنا بر گفتهٔ خودش)، بی‌خبر از همه جا وارد خانه می‌شود و از همان ابتدایِ نمایش، به او وانمود می‌کنند که شوهرش را کشته‌اند. «فروغ الزمان» دچار ترس و بحران روحی گشته و فرار می‌کند و از شهربانی کمک می‌خواهد و «بازرس رکنی» و مأمورانش بدین ترتیب، وارد بازی می‌شوند. در بازرسی‌های اولیه، مدرکی به‌دست نمی‌آید و «تاج الملوک» به‌طور ضمنی به «بازرس رُکنی» می‌فهماند که فروغ دچار پریشانی روانی است. با رفتنِ «بازرس رُکنی» و مأمورانش مجدداً بازی‌ها ادامه می‌یابد و فروغ که ندانسته خود یکی از بازیگران اصلی این نمایش است، هر بار فریب می‌خورد و کارش به بیماری می‌کشد.
در ادامه نمایش او را در موقعیتی قرار می‌دهند که دست به قتل بزند و طبیعتاً پای «بازرس رُکنی» و همکارانش دوباره به میان کشیده می‌شود. «بازرس رُکنی» که این‌بار به ماجرا مشکوک شده، دستور پیگیری و تحقیق می‌دهد، ولی بازی‌ها همچنان ادامه می‌یابد. فروغ که متوجه شده جانش در خطر است، قصد گریز می‌کند اما راهش بسته‌است. او کم‌کم «واقعاً» دچار پریشانی روانی می‌شود. «تاج الملوک» که گردانندهٔ اصلیِ ماجراست، موقعیت را برای از میان برداشتن فروغ مناسب می‌یابد، اما گروه بازیگران که به نیت اصلی او پی برده‌اند از ادامه کار منصرف شده و خانه را ترک می‌کنند. «کامران میرزا» هم که دلباخته فروغ شده، حاضر به قتل او نمی‌شود و در مقابل خواهرش می‌ایستد. از سوی دیگر بازرس رکنی که در جریان تحقیقاتش متوجهٔ اصلِ ماجرا شده‌است، فروغ را در جریان همهٔ قضایا قرار می‌دهد و همچنین بازیگران را به خانه بازمی‌گرداند و آن‌ها را وادار به ادامهٔ نمایش می‌کند؛ زیرا می‌خواهد خواهر و برادر فریبکار را به شیوهٔ خود، به دام اندازد. نمایش ادامه می‌یابد و در «پردهٔ آخر» که کارگردانیش را خودِ بازرس بر عهده گرفته‌است، دسیسهٔ خواهر و برادر رو می‌شود. در خاتمه، «تاج‌الملوک» دچار جنون می‌گردد و «فروغ‌الزمان» که اینک به آرامش دست یافته‌است؛ قصد دارد پس از مدتی، خانه را وقف بیمارستانی برای سالمندان و مستمندان نماید.

## بازیگران
- فریماه فرجامی در نقش فروغ‌الزمان
- داریوش ارجمند در نقش کامران میرزا رفیع‌الملک
- سعید پورصمیمی در نقش جامی
- جمشید هاشم‌پور در نقش صدرالین رکنی
- نیکو خردمند در نقش تاج‌الملوک رفیع‌المک
- شهین علیزاده در نقش بلقیس
- ماهایا پطروسیان در نقش صنم
- حسین محجوب در نقش اسحاق
- مرتضی ضرابی در نقش  راننده
- غلامحسین لطفی در نقش دربان
- ادوارد (ادیک) اصلانیان در نقش دکتر
- لوریک میناسیان در نقش همسر دکتر
- محمدحسین قربان‌مسروری در نقش قربانی
- ایرج سرباز در نقش  مامور خفیه
- جلال اسماعیل‌زاده در نقش مامور خفیه
- علی‌اکبر جان‌بخش در نقش متولی گورستان
- فرهاد خان‌محمدی در نقش  پاسبان
- هادی مشیرنیا در نقش پاسبان
- یوسفعلی قربانی در نقش پاسبان
- شاهرخ شهباززاده
- محمد نظافتی در نقش پاسبان
- مجتبی موسوی در نقش پاسبان

## عوامل تولید
- واروژ کریم مسیحی -  کارگردان
- پیام روحانی -  دستیار کارگردان
- واهیک خچومیان -  دستیار کارگردان
- حمید رضا صلاحمند -  دستیار کارگردان
- جهانبخش لک -  منشی صحنه
- واروژ کریم مسیحی -  نویسنده
- مجید مدرسی -  تهیه‌کننده
- محمدمهدی دادگو -  تهیه‌کننده
- محمدمهدی دادگو -  مدیر تولید
- احمد کاشانچی -  جانشین مدیر تولید
- اصغر رفیعی جم -  مدیر فیلمبرداری
- امیر کریمی -  دستیار فیلمبردار
- علی اللهیاری -  دستیار فیلمبردار
- میترا محاسنی -  عکس
- ژیلا ایپکچی -  تدوین
- واروژ کریم مسیحی -  تدوین
- حسن فارسی -  طراح صحنه و لباس
- اصغر رحمانی -  مجری دکور
- احمد نمازی -  مجری دکور
- شاهین شهباززاده -  مجری دکور
- مرتضی خیرخواه -  طراح دکور
- مسعود ولدبیگی -  چهره پرداز
- مژده شمسایی -  چهره پرداز
- بابک بیات -  آهنگساز
- شهریار شهباززاده -  مدیر تدارکات
- جلال اسماعیل‌زاده -  دستیار تدارکات
- بهرام هنرمند -  دستیار تدارکات
- پرویز آبنار -  صدابردار صحنه
- حسین غفاری -  صدابردار صحنه
- اسحاق خانزادی -  میکس
- جمشید توفیقی -  امور فنی صدا
- محمدرضا دلپاک -  امور فنی صدا
- هوشنگ نیک پور -  امور فنی صدا
- سردار پوررحیمی -  امور فنی صدا
- اعلاء میرطالبی -  گروه فنی
- حمید محمدقلی -  گروه فنی
- منصور ظهوری -  گروه فنی
- سعید واثق -  گروه فنی
- رضا جلالی -  گروه فنی
- کاوه رمضانی -  گروه فنی
- قاسم بزرگی -  گروه فنی
- محسن بکتاش -  گروه فنی
- حسن فارسی -  طراح پوستر
- رحمانیان -  طراح پوستر

## جوایز
- برندهٔ سیمرغ بلورین بهترین بازیگر نقش اول زن؛ فریماه فرجامی؛ نهمین جشنوارهٔ فیلم فجر - ۱۳۶۹
- برندهٔ سیمرغ بلورین بهترین بازیگر نقش دوم زن؛ نیکو خردمند و ماهایا پطروسیان؛ نهمین جشنوارهٔ فیلم فجر - ۱۳۶۹
- برندهٔ سیمرغ بلورین بهترین بازیگر نقش دوم مرد؛ سعید پورصمیمی؛ نهمین جشنوارهٔ فیلم فجر - ۱۳۶۹
- برندهٔ سیمرغ بلورین بهترین کارگردانی؛ واروژ کریم‌مسیحی؛ نهمین جشنوارهٔ فیلم فجر - ۱۳۶۹
- برندهٔ سیمرغ بلورین بهترین فیلمبرداری؛ اصغر رفیعی‌جم؛ نهمین جشنوارهٔ فیلم فجر - ۱۳۶۹
- برندهٔ سیمرغ بلورین بهترین گریم؛ مسعود ولدبیگی و مژده شمسایی؛ نهمین جشنوارهٔ فیلم فجر - ۱۳۶۹
- برندهٔ سیمرغ بلورین بهترین صدابرداری؛ پرویز آبنار و حسین غفاری؛ نهمین جشنوارهٔ فیلم فجر - ۱۳۶۹
- برندهٔ سیمرغ بلورین بهترین طراحی صحنه و لباس؛ «حسن فارسی»؛ نهمین جشنوارهٔ فیلم فجر - ۱۳۶۹